# Пикометр

Схематическое изображение атома гелия, имеющего диаметр около 62 пикометров

Пикоме́тр (русское обозначение: пм; международное: pm) — дольная единица длины в Международной системе единиц (СИ), равная одной триллионной (то есть 1/1 000 000 000 000) части метра, основной единицы СИ. В экспоненциальной записи представляется как 10−12 метров.
Пикометр равен одной миллионной  доле микрометра (прежнее название — микрон) и раньше имел название микромикрон, стигма или бикрон (русское обозначение: мкмк; международное: µµ). Он также является одной сотой частью ангстрема — международно признанной, но не входящей в СИ единицы длины.
Порядок длины пикометра таков, что он применяется практически только в физике элементарных частиц, квантовой физике и химии. Диаметр атомов составляет от 62 до 520 пикометров, а длина углерод-углеродной связи — 154 пикометра. Меньшие единицы измерения используются для описания более мелких частиц, например элементарных частиц, из которых состоят атомы.
Космический интерферометр LISA, который планируется запустить в 2034 году, должен будет иметь способность измерять относительные перемещения с разрешением 20 пикометров на расстоянии 5 миллионов километров, что даёт чувствительность выше чем одна часть в 10−20.